# Apache Cayenne
Az Apache Cayenne egy nyílt forráskódú perzisztencia keretrendszer, amely Apache Licenc alatt fut és objektum-relációs leképzést (ORM) és távoli szolgáltatásokat biztosít. A Cayenne egy vagy több adatbázis sémát köt direkt módon Java objektumokhoz, irányítva a jóváhagyásokat és visszaállításokat atomi szinten, SQL generálást, összekapcsolásokat (join), szekvenciákat stb. A Cayenne távoli objektum perzisztenciával a Java objektumok kiperzisztálhatók a kliensekhez is webszolgáltatásokon keresztül, vagy a natív XML szerializáció segítségével, további objektumok perzisztálhatók a nem java kliensek felé, mint pl. egy Ajax-ot kezelni képes böngésző.
A Cayenne támogatja az adatbázis visszafejtést és generálást, akár csak egy Velocity-alapú osztály generáló motor. Mindezen funkciók kontrollálhatók direkt módon a CayenneModeler segítségével, amely egy teljes funkcionalitású GUI eszköz. Sem XML, sem annotáció-alapú konfigurációt nem igényel. Egy teljes adatbázis séma képezhető le direkt módon Java objektumokká gyorsan és kényelmesen a GUI-alapú CayenneModeler segítségével. Ezek összessége teszi érdekessé a Cayenne-t azon felhasználók számára, akik még újak java vállalati világában. 
A Cayenne támogat egyéb funkciókat is, mint pl. gyorstárazás, teljes objektum lekérdező szintaxis, kapcsolat előreolvasás, igény szerint objektum és kapcsolat hibák, objektum öröklődés, adatbázis automatikus felismerés, és generikus perzisztens objektumok,  de legfontosabb, hogy Cayenne skálázható felfelé és lefelé bármely projekt mérethez.

## Története
A Cayenne-t mint projektet az Objectstyle kezdte el Andrus Adamchik vezetésével. A kezdetektől (2002. július) kezdve Apache licenc alatt futott a projekt. 2006 elején átköltöztették az Objectstyle-tól Apache Software Foundationhoz. 2006 decemberében megkapta a felső szintű projekt státuszt az Apache-tól.    

## Fordítás
Ez a szócikk részben vagy egészben  az   Apache Cayenne című angol Wikipédia-szócikk ezen változatának fordításán alapul.  Az eredeti cikk szerkesztőit annak laptörténete sorolja fel. Ez a jelzés csupán a megfogalmazás eredetét és a szerzői jogokat jelzi, nem szolgál a cikkben szereplő információk forrásmegjelöléseként.

## Kapcsolódó szócikk
- Apache OpenJPA